# ریسمانی نزدیکتر از رگ
ریسمانی نزدیک تر از رگ فیلمی به کارگردانی مسعود اطیابی و نویسندگی جعفر حسنی محصول مشترک ایران و لبنان و تولید سال ۱۳۹۰ است.
محل فیلمبرداری این فیلم در لبنان و بازیگران آن غیر ایرانی هستند. این فیلم در بخش بین‌الملل سی امین جشنواره فیلم فجر به نمایش درآمد و برنده دو جایزه شد. جعفر حسنی برای این کار برنده سیمرغ بهترین فیلمنامه بخش بین‌الملل ـ سینمای سعادت شد. همچنین جایزه بهترین فیلم از همین بخش به تهیه کنندگان آن رسید.
این فیلم اقتباسی از داستان کوتاه «حبل کالورید» نوشته «عبدالقدوس الامین» است.

## خلاصه داستان
در جنوب لبنان، پیرمردِ کشاورز بر لبهٔ دره ای سر سبز خانه‌ای نو برای خانواده اش بنا کرده است. با اشغال جنوب، خانه به دست دشمن می‌افتد و تبدیل به مقر نظامی آنان می‌شود. پیرمرد که نمی‌تواند از خانه‌اش دل بکند، به عمارت کهنه و متروکهٔ پدری در سمت دیگرِ دره نقل مکان می‌کند. حالا کار هر غروبِ او این شده که روی چهارپایه چوبی، در بالکن خانهٔ قدیمی بنشیند، به سیگارش پک بزند و نگاه حسرت بارش را به خانهٔ اشغال شده و سربازان درون آن بدوزد

## حاشیه‌های فیلم درجشنواره فیلمفجر
جایزه فیلمنامه‌نویس (سیمرغ بلورین بهترین فیلمنامه) ابتدا اشتباهاً به نویسنده قصه ارائه شد. اما مدتی بعد این اشتباه تصحیح و جوایز (سیمرغ و جایزه خودرو) به فیلمنامه‌نویس (جعفر حسنی) بازگردانده شد.